# Бирольдо
Бирольдо (итал. biroldo) — типичная тосканская колбаса, которая имеет немного разные названия и состав в зависимости от региона. В Сиене известна как буристо, в районе Пеши и в провинциях Пистоя и Пиза она называется маллегато. Бирольдо готовят из свиных шкур и частей свиной головы, вареных и измельченных, к которым добавляют жареное сало и профильтрованную свиную кровь. Смесь приправляют душистыми специями, иногда изюмом, и набивают в свиной желудок. В районе Верхней Версилии бирольдо придают удлиненную форму, похожую на салями, более удобную для нарезки и разделяемую на ломтики одинакового размера. В Гарфаньяне ей придают сферическую форму и изготавливают из менее благородных частей свиней, таких как голова, легкие, сердце, язык и иногда субпродукты. В некоторых районах бирольдо нарезают и обжаривают перед употреблением.
Регион Тоскана добился включения бирольдо в число традиционных итальянских продуктов питания для следующих видов:
- бирольдо Версильезе
- бирольдо Гарфаньяна;
- бирольдо Апуанских Альп;
- бирольдо Лукка.